# Syleena Johnson
Syleena Johnson (Harvey, Chicago, Illinois, 2 september 1976) is een Amerikaans neo-R&B- en soulzangeres.

## Biografie
Als kind leed Johnson aan een probleem aan haar stembanden. Ze heeft twee jaar lang spraaktherapie moeten volgen, nadat ze hieraan geopereerd was. Johnson heeft gestudeerd aan de Drake Universiteit in Iowa. Tijdens deze opleiding veranderde ze van studierichting psychologie naar muziek, waarmee ze in 1996 op de Iowa State University is doorgegaan. Johnson is getrouwd en heeft een kind.

## Muziekcarrière
Johnson komt in 1997 via een scout in contact met het New Yorkse label Jive Records. In 1998 brengt ze in eigen beheer haar debuutalbum Love Hangover uit. Op deze cd covert ze soulklassiekers. Het contact met Jive Records resulteert in 2001 in het album Chapter 1: Love, Pain & Forgiveness. Ze heeft de nummers op het album zelf geschreven. Haar tweede album heet Chapter 2: The Voice, en dateert uit 2002. In 2005 en 2009 brengt ze uit Chapter 3: The Flesh en Chapter 4: Labor Pains.

### Hitlijstvermeldingen
Chapter 1: Love, Pain & Forgiveness: 21 weken in de Billboard R&B/Hip-hop albums lijst, hoogste notering nr. 16 . Hoogste notering in de Billboard 200 was 101.
Chapter 2: The Voice: 39 weken in de Billboard R&B/Hip-hop albums lijst, hoogste notering nr. 19. Hoogste notering in de Billboard 200 was 104.
Chapter 3: The Flesh: 12 weken in de Billboard R&B/Hip-hop albums lijst, hoogste notering nr. 15. Hoogste notering in de Billboard 200 was 75.
Chapter 4: Labor Pains: 3 weken in de Billboard R&B/Hip-hop albums lijst, hoogste notering nr. 42.

## Trivia
Johnson is de dochter van soulzanger Syl Johnson.